# Daniel Augé

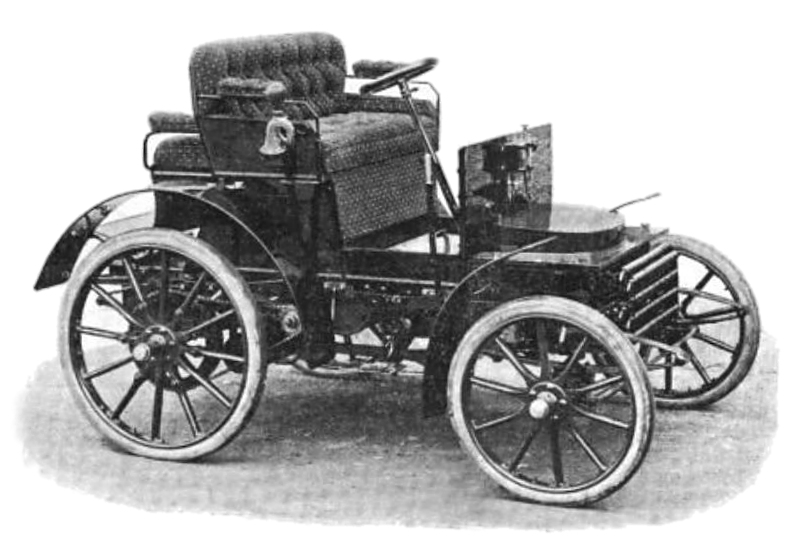
Augé

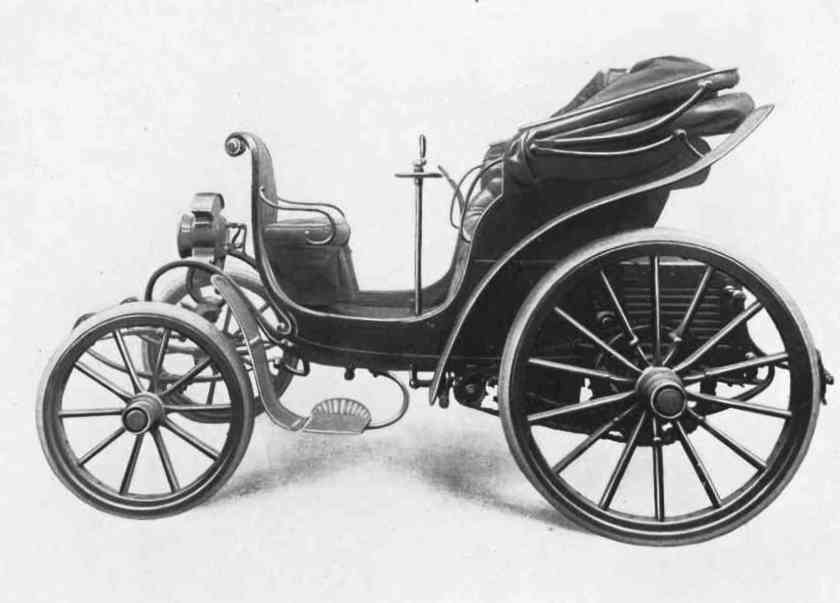
Augé Troïka 6 CV (1897)

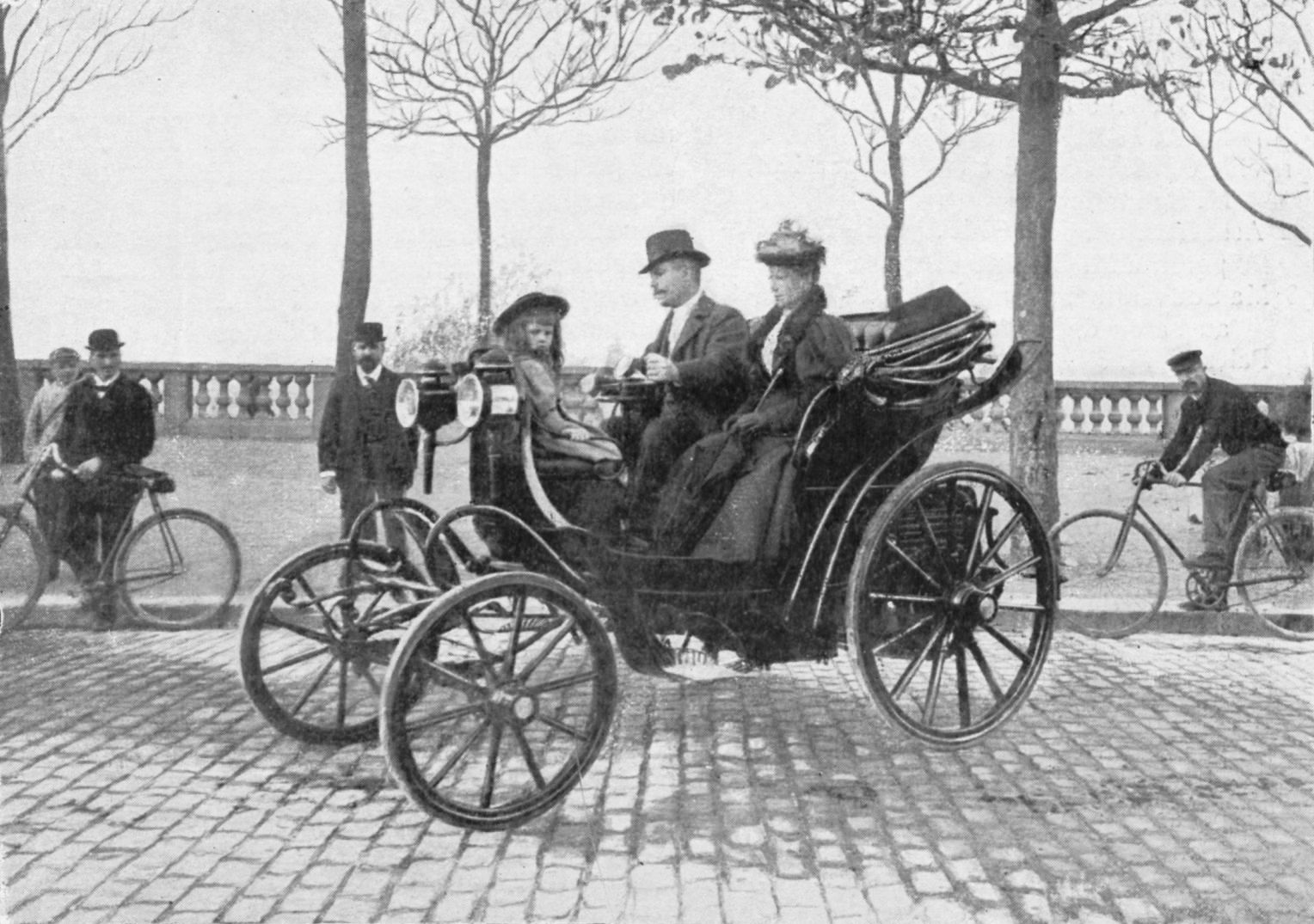
Augé Troïka 6 CV (1898)

Daniel Augé et Cie war ein französischer Hersteller von Automobilen.

## Unternehmensgeschichte
Daniel Augé gründete das Unternehmen in Levallois-Perret zur Produktion von Automobilen. Zum Gründungsjahr gibt es unterschiedliche Angaben: 1896, 1897, 1898 oder 1899. 1901 oder etwa 1901 endete die Produktion.

## Fahrzeuge
Das erste Modell 4 CV war ein leichter Zweisitzer mit einem Zweizylindermotor, der liegend angeordnet war, und über eine Glührohrzündung verfügte. Später folgten die größeren und stärkeren Modelle 5 CV, 7 CV und 8 CV.
1897 war ein dreisitziger Wagen (Troïka) mit Heckmotor erhältlich. Der horizontale Zweizylindermotor leistete 6 PS. Der Motor hatte 1361 cm³ Hubraum mit 85 mm Bohrung und 120 mm Hub.
Ein viersitziger Doppelphaeton mit einer auffallend eckigen Motorhaube und 5 PS Leistung von 1901, der vermutlich von Daniel Augé stammt, wurde am 20. November 2000 durch Christie’s auf einer Auktion angeboten, aber für 58.860 DM nicht verkauft.
Ein zweisitziges Fahrzeug dieser Marke mit einer flachen Motorhaube und einer hohen Windschutzscheibe nimmt gelegentlich am London to Brighton Veteran Car Run teil.